# Turín
Turín è un comune del dipartimento di Ahuachapán, in El Salvador.